# Sąd kościelny
Sąd kościelny – sąd działający w imieniu Kościoła, którego wyroki opierają się na prawie kanonicznym. Sądy kościelne zostały ustanowione w początkach Kościoła, rozwinęły się od strony procedury w średniowieczu wraz z rozwojem doktryny prawa kanonicznego, która korzystała z kodeksu Justyniana opartego na tradycji prawa rzymskiego oraz pozostałych części Corpus Iuris Civilis oraz leges Romanae Barbarorum. Sądy kościelne rozstrzygały spory w ramach instytucji kościelnych, a na poziomie społecznym pełniły funkcje współczesnych sądów cywilnych, karnych i administracyjnych zwłaszcza tam, gdzie jurysdykcja świecka nie istniała lub nie miała możliwości faktycznego działania.
W średniowieczu papieże ustanowili szczególny rodzaj sądów kościelnych podlegających im bezpośrednio. W ten sposób powstały trybunały Inkwizycji. Sądy kościelne miały w średniowieczu bardzo szeroki zakres jurysdykcji.
Na wzór instytucji kościelnych w Europie rozwinęło się sądownictwo świeckie podlegające władzy państwowej. W efekcie jurysdykcja sądów kościelnych została znacznie ograniczona. Wprowadzenie zasady rozdziału kościoła od państwa zawęziło zakres prawa kościelnego do wewnętrznych sporów w instytucji religijnej (causae spirituales). Egzekucja wyroków sądów kościelnych została znacznie ograniczona wyłącznie do sankcji, które mógł zastosować kościół (ekskomunika, pozbawienie urzędów i tytułów kościelnych itp.). W wieku XX przeprowadzono reformę prawa kanonicznego, która ukształtowała współczesne zasady funkcjonowania sądów kościelnych.

## Współczesne kodyfikacje
Sądy kościelne w Kościele rzymskokatolickim opierają swoje wyroki na prawie kanonicznym wywodzącym się z tradycji tej instytucji. W 1983 roku papież zatwierdził nowy kodeks składający w jedną całość zmiany prawa kanonicznego dokonane w wieku XX. Katolickie Kościoły wschodnie posługują się swoim kodeksem prawa kanonicznego, które zostało ujednolicone w 1991 roku.

## Katolickie sądy kościelne

### Sądy diecezjalne
Najniższą instancję sądów kościelnych stanowią sądy biskupie związane z daną diecezją lub eparchią w kościołach prawosławnych. Kościół nie uznaje zasady trójpodziału władzy i dlatego najwyższym sędzią jest biskup, pełniący równocześnie funkcje wykonawcze i prawodawcze. Swoją władzę biskup ceduje na wikariusza sądowego, choć w szczególnych sprawach sam może rozstrzygać. Sędziowie rozstrzygający sprawy w sądach kościelnych muszą się wykazać znajomością prawa kanonicznego potwierdzoną odpowiednimi dyplomami uczelni kościelnych.
Biskup wyznacza dla postępowań przed sądem duchownym promotora sprawiedliwości, który reprezentuje diecezję na podobnej zasadzie jak prokurator działający w imieniu państwa. Powód w procesie może powołać adwokata przemawiającego w jego imieniu.
Niektóre sprawy nie mogą być rozpatrywane przez sądy diecezjalne:
- sprawy przeciw diecezji lub biskupowi,
- spory w łonie zakonów.

### Sądy apelacyjne
Apelacyjne sądy kościelne mają w swojej jurysdykcji metropolię kościelną i są ustanawiane przez metropolitę. Apelacje z sądów diecezjalnych są rozpatrywane w metropolii odpowiadającej każdej diecezji. Jeżeli sprawa dotyczy archidiecezji, trafia przed sąd apelacyjny innej metropolii, aby ten sam sąd nie rozpatrywał apelacji od własnego wyroku. W niektórych przypadkach apelacja jest rozpatrywana niezależnie od wniosków składanych przez obie strony procesu, np. w przypadkach stwierdzenia nieważności ślubu kościelnego.

### Najwyższa instancja
Od wyroków sądów metropolitarnych można się odwołać do Roty Rzymskiej, która pełni funkcję sądu. Jeżeli sąd apelacyjny podtrzyma wyrok sądu diecezjalnego, apelacja do Roty Rzymskiej nie jest możliwa. W sprawach, które rozstrzygał papież, żadna apelacja nie jest przewidziana.

### Inne trybunały kościelne
W Kurii Rzymskiej ustanowiono dwa inne trybunały. Pierwszy z nich stanowi Sygnatura Apostolska, która rozpatruje spory dotyczące jurysdykcji między sądami kościelnymi. Papież może przekazać z innego sądu niektóre sprawy do Sygnatury Apostolskiej. W trybie odwoławczym od decyzji sądów diecezjalnych nie przysługuje prawo do apelacji do tego trybunału.
Trzeci trybunał w Kurii Rzymskiej stanowi Penitencjaria Apostolska. Nie rozpatruje ona apelacji od wyroków sądów diecezjalnych ani metropolitarnych. W Kościele katolickim duchowni w sakramencie pokuty mają prawo do udzielania odpuszczenia za grzechy. W niektórych przypadkach prawo do odpuszczenia grzechu ma tylko papież. Penitencjaria Apostolska rozstrzyga w takich sprawach, udzielając pokuty penitentowi, którego grzech może zostać odpuszczony po jej spełnieniu. Sprawę do tego trybunału zgłasza spowiednik. Wyrok oraz cały przebieg sprawy są objęte tajemnicą spowiedzi, kiedy grzech ma charakter prywatny (np. zbezczeszczenie eucharystii). Jeżeli grzech popełniony przez wiernego dotyczy innej osoby, postępowanie oraz wyrok są jawne dla pokrzywdzonego, a w sprawach publicznych dla wszystkich.

### Kontrowersje
W średniowieczu sądy kościelne wydały wiele wyroków, które dzisiaj uznaje się za niesprawiedliwe. Wraz z pojawieniem się herezji papieże ustanowili podlegające im bezpośrednio sądy kościelne, które nazwano Inkwizycją. Krytycy twierdzą, że heretycy lub osoby posądzone o konszachty z mocami piekielnymi, były torturowane i palone na stosie na mocy wyroków sądów kościelnych. W konflikt z prawem kanonicznym weszło wiele postaci historycznych, które stanęły przed trybunałami Inkwizycji lub sądami biskupimi. Krytycy przypominają wyroki przeciw Galileuszowi, Giordano Bruno oraz Joannie d’Arc.
Apologeci sądów kościelnych twierdzą, że w porównaniu do innych średniowiecznych instytucji sądowniczych, zapewniały one oskarżonym więcej praw, stosując tortury tylko w ostateczności. Herezje stanowiły zagrożenie dla ładu społecznego panującego w średniowiecznej Europie, a sądy kościelne zarówno papieskie jak i biskupie przyczyniały się do sprawiedliwego osądzenia osób podważających powszechnie przyjęte normy.

## Anglikańskie sądy kościelne
W kościele anglikańskim sądy kościelne są zorganizowane analogicznie do sądów katolickich. Głową kościoła anglikańskiego jest król Wielkiej Brytanii, który tytularnie sprawuje nadzór nad sądami kościelnymi. Zakres ich jurysdykcji odnosi się do spraw dyscyplinarnych wewnątrz kościoła oraz sporów dogmatycznych.

### Sądy pierwszej i drugiej instancji
Jurysdykcja poszczególnych sądów kościelnych jest podzielona terytorialnie oraz zależy od charakteru sprawy. Na najniższym poziomie sprawy nie dotyczące doktryny wiary rozstrzyga Sąd Archidiakoński (ang.  Archdeaconry Court), który ustanawia lokalny archidiakon. Kolejną instancję stanowi sąd biskupi. W archidiecezji Canterbury jest określany jako Sąd Komisaryczny (ang. Commissary Court), któremu przewodzi komisarz generalny (ang. commissiary-general). Sąd biskupi w innych diecezjach stanowi Konsystorz (ang. Consistory Court) zbierający się pod przewodnictwem kanclerza (ang. chancellor).

### Sądy trzeciej instancji
Z dwoma brytyjskimi archidiecezjami w Canterbury oraz w Yorku związane są dwa sądy archidiecezjalne rozpatrujące apelacje od wyroków sądów niższych instancji. W Canterbury apelacje rozstrzyga Arches Court, któremu przewodniczy Dean of Arches, a w Jorku sąd określany jest jako Chancery Court, któremu przewodniczy Auditor.
Nad sprawami dotyczącymi doktryny, ceremonii i rytuałów jurysdykcję ma tylko specjalny trybunał określany jako Court of Ecclesiastical Causes Reserved, który składa się z trzech biskupów diecezjalnych oraz dwóch sędziów apelacyjnych. Apelacje od wyroków sądów archidiecezjalnych można składać do Komitetu Sprawiedliwości Rady Królewskiej (ang. Judicial Committee of the Privy Council), która rozpatruje je w imieniu głowy kościoła anglikańskiego. Sprawy przeciw arcybiskupom rozstrzyga specjalna komisja Commissions of Convocation.
W Kościele Episkopalnym w Stanach Zjednoczonych należącym do wspólnoty kościołów anglikańskich, funkcjonują tylko sądy dyscyplinarne rozpatrujące sprawy przeciw duchownym. Funkcjonują dwa systemy trybunałów. Pierwszy ma jurysdykcję nad pastorami oraz diakonami, a drugi rozstrzyga sprawy dotyczące biskupów.